# Cavalcanti (Rio de Janeiro)
Cavalcanti (a volte indicato come Cavalcante) è un quartiere (bairro) della Zona Nord della città di Rio de Janeiro in Brasile.

## Amministrazione
Cavalcanti fu istituito come bairro a sé stante il 23 luglio 1981 come parte della Regione Amministrativa XV - Madureira del municipio di Rio de Janeiro.